# 赖氏火雀
赖氏火雀（学名：Lagonosticta umbrinodorsalis）是梅花雀科火雀属的一种，少量生活于中部非洲。该种曾被归为红腹火雀的亚种，但现在已被普遍视为独立物种。
体长10至11厘米，雄鸟身体大部分区域为亮品红色，上半身较暗。鸟冠和脖颈为灰色，肛部为黑色。喙厚呈圆锥状，灰色；腿和脚也为灰色。雌鸟体色与雄鸟类似，但较为灰暗苍白。幼鸟上身棕色，下身米黄，臀部品红。赖氏火雀的叫声枯燥。